# Corminboeuf
Corminboeuf is een gemeente en plaats in het Zwitserse kanton Fribourg, en maakt deel uit van het district Saane/Sarine.

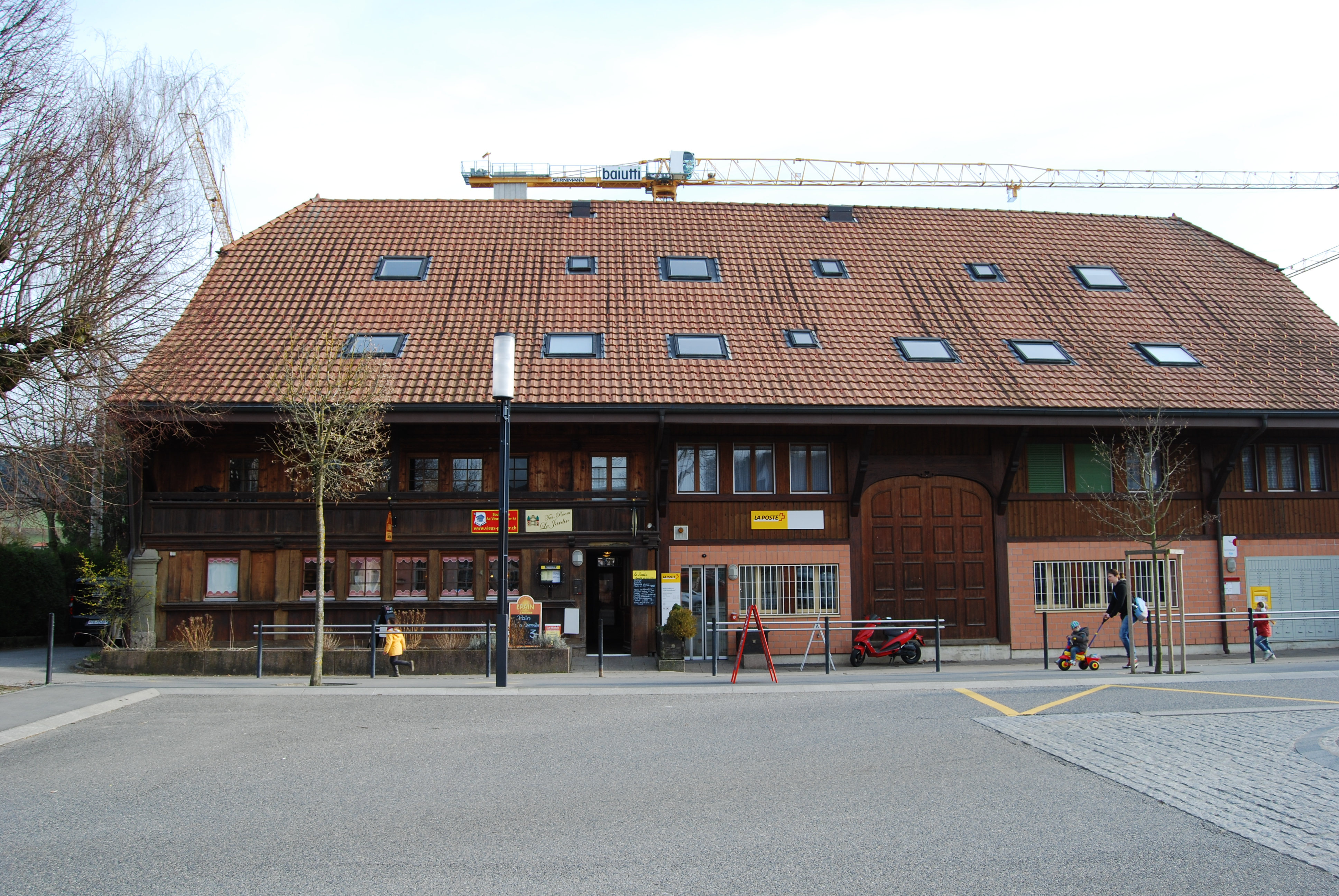
Corminboeuf

Corminboeuf telt 1892 inwoners.